# Cratere Talas
Talas  è un cratere sulla superficie di Marte.